# Бракяни
Бракяни или Бракян (на македонска литературна норма: Браќани) е бивше село в Северна Македония, в община Брод (Македонски Брод).

## География
Селото се намирало в областта Поречие между селата Могилец, Инче и Ковче.

## История
В XIX век Бракяни е албанско село в Поречка нахия на Кичевска каза на Османската империя. Според статистиката на Васил Кънчов („Македония. Етнография и статистика“) от 1900 г. Браканъ е населявано от 50 жители албанци мохамедани.
След Междусъюзническата война в 1913 година селото попада в Сърбия.
На етническата си карта на Северозападна Македония в 1929 година Афанасий Селишчев отбелязва Бракяни като албанско село.